# Ross Smith (šipkař)
Ross Smith (* 12. ledna 1989 Dover) je anglický profesionální šipkař. V roce 2022 získal svůj první televizní titul na Mistrovství Evropy. Kromě toho čtyřikrát ovládl turnaj ze série Players Championship.

## Kariéra
Během začátku kariéry zkoušel štěstí v obou hlavních organizacích, British Darts Organisation (BDO) i Professional Darts Corporation (PDC). Na mistrovství světa první z organizací dosáhl v roce 2011 na čtvrtfinále, kde podlehl pozdějšímu vítězi Martinu Adamsovi. Poté nakročil se střídavými úspěchy do PDC, ale opakovaně profesionální kartu ztrácel. Definitivně se prosadil v roce 2018 a postupně nabíral zkušenosti. Vrcholem jeho dosavadní kariéry bylo vítězství na mistrovství Evropy v roce 2022, když ve finále porazil favorizovaného Michaela Smithe 11–8 a získal svůj první televizní titul.

## Výsledky na mistrovství světa

### BDO
- 2009: 1. kolo (porazil ho Scott Waites 0–3)
- 2011: Čtvrtfinále (porazil ho Martin Adams 1–5)

### PDC
- 2014: První kolo (porazil ho Simon Whitlock 0–3)
- 2019: Druhé kolo (porazil ho Daryl Gurney 0–3)
- 2020: První kolo (porazil ho Ciaran Teehan 0–3)
- 2021: Druhé kolo (porazil ho José de Sousa 1–3)
- 2022: Třetí kolo (porazil ho Dirk van Duijvenbode 3–4)
- 2023: Třetí kolo (porazil ho Dirk van Duijvenbode 3–4)
- 2024: Třetí kolo (porazil ho Chris Dobey 2–4)
- 2025: Druhé kolo (porazil ho Paolo Nebrida 0–3)

## Finálové zápasy

### Major turnaje PDC: 1 (1 titul)
| Výsledek | No. | Rok  | Turnaj             | Soupeř        | Skóre    |
| -------- | --- | ---- | ------------------ | ------------- | -------- |
| Vítěz    | 1.  | 2022 | Mistrovství Evropy | Michael Smith | 11–8 (l) |

## Výsledky na turnajích

### BDO
| Turnaj               | 2009 | 2010 | 2011 | 2012 |
| -------------------- | ---- | ---- | ---- | ---- |
| Mistrovství světa    | 1R   | DNQ  | QF   | DNQ  |
| Winmau World Masters | 3R   | PR   | 4R   | DNP  |

### PDC
| Turnaj                          | 2012              | 2013              | 2014              | 2015              | 2016              | 2017              | 2018              | 2019              | 2020              | 2021              | 2022              | 2023              | 2024 | 2025 |
| ------------------------------- | ----------------- | ----------------- | ----------------- | ----------------- | ----------------- | ----------------- | ----------------- | ----------------- | ----------------- | ----------------- | ----------------- | ----------------- | ---- | ---- |
| Hodnocené televizní turnaje     |                   |                   |                   |                   |                   |                   |                   |                   |                   |                   |                   |                   |      |      |
| Mistrovství světa               | DNQ               | DNQ               | 1R                | Nekvalifikoval se | Nekvalifikoval se | Nekvalifikoval se | Nekvalifikoval se | 2R                | 1R                | 2R                | 3R                | 3R                | 3R   | 2R   |
| World Masters                   | Nekvalifikoval se | Nekvalifikoval se | Nekvalifikoval se | Nekvalifikoval se | Nekvalifikoval se | Nekvalifikoval se | Nekvalifikoval se | Nekvalifikoval se | Nekvalifikoval se | Nekvalifikoval se | Nekvalifikoval se | 2R                | 1R   | 1R   |
| UK Open                         | Př.               | 3R                | 3R                | Nekvalifikoval se | Nekvalifikoval se | Nekvalifikoval se | Nekvalifikoval se | QF                | 3R                | 3R                | 3R                | 4R                | 5R   | 5R   |
| World Matchplay                 | Nekvalifikoval se | Nekvalifikoval se | Nekvalifikoval se | Nekvalifikoval se | Nekvalifikoval se | Nekvalifikoval se | Nekvalifikoval se | Nekvalifikoval se | Nekvalifikoval se | 1R                | DNQ               | 1R                | QF   |      |
| World Grand Prix                | Nekvalifikoval se | Nekvalifikoval se | Nekvalifikoval se | Nekvalifikoval se | Nekvalifikoval se | Nekvalifikoval se | Nekvalifikoval se | Nekvalifikoval se | Nekvalifikoval se | 2R                | 2R                | 2R                | 2R   |      |
| Mistrovství Evropy              | Nekvalifikoval se | Nekvalifikoval se | Nekvalifikoval se | Nekvalifikoval se | Nekvalifikoval se | Nekvalifikoval se | Nekvalifikoval se | 2R                | 1R                | DNQ               | W                 | 1R                | 1R   |      |
| Grand Slam of Darts             | DNQ               | RR                | Nekvalifikoval se | Nekvalifikoval se | Nekvalifikoval se | Nekvalifikoval se | Nekvalifikoval se | RR                | DNQ               | DNQ               | 2R                | DNQ               | 2R   |      |
| Players Championship Finals     | Nekvalifikoval se | Nekvalifikoval se | Nekvalifikoval se | Nekvalifikoval se | Nekvalifikoval se | Nekvalifikoval se | 1R                | 1R                | 3R                | 2R                | 2R                | 2R                | SF   |      |
| Nehodnocené televizní turnaje   |                   |                   |                   |                   |                   |                   |                   |                   |                   |                   |                   |                   |      |      |
| World Series of Darts Finals    | Nekonalo se       | Nekonalo se       | Nekonalo se       | Nekvalifikoval se | Nekvalifikoval se | Nekvalifikoval se | 1R                | Nekvalifikoval se | Nekvalifikoval se | Nekvalifikoval se | Nekvalifikoval se | Nekvalifikoval se | 1R   |      |
| Statistika                      |                   |                   |                   |                   |                   |                   |                   |                   |                   |                   |                   |                   |      |      |
| Pořadí v žebříčku na konci roku | 92                | 54                | 51                | 83                | 121               | 160               | 62                | 48                | 41                | 33                | 17                | 17                | 21   |      |

| Legenda | Legenda | Legenda | Legenda     | Legenda | Legenda        | Legenda | Legenda           | Legenda | Legenda   |
| ------- | ------- | ------- | ----------- | ------- | -------------- | ------- | ----------------- | ------- | --------- |
| #R      | kolo    | QF      | čtvrtfinále | SF      | semifinále     | F       | finalista         | W       | vítěz     |
| RR      | skupina | Př.     | předkolo    | DNP     | nezúčastnil se | DNQ     | nekvalifikoval se | WD      | odstoupil |